# Aritranis confusator
Aritranis confusator là một loài tò vò trong họ Ichneumonidae.